# Решітняк
Cinclidium — рід мохів родини зіркомохових (Mniaceae).
Вперше цей рід був описаний Улофом Шварцем.
Види цього роду зустрічаються в Євразії та Америці.
Види:
- Cinclidium stygium Swartz, 1803